# Nova Olímpia (Mato Grosso)
Nova Olímpia – miasto i gmina w Brazylii, w stanie Mato Grosso.